# A föníciaiak földrajzi felfedezései

Föníciai kereskedelmi útvonalak

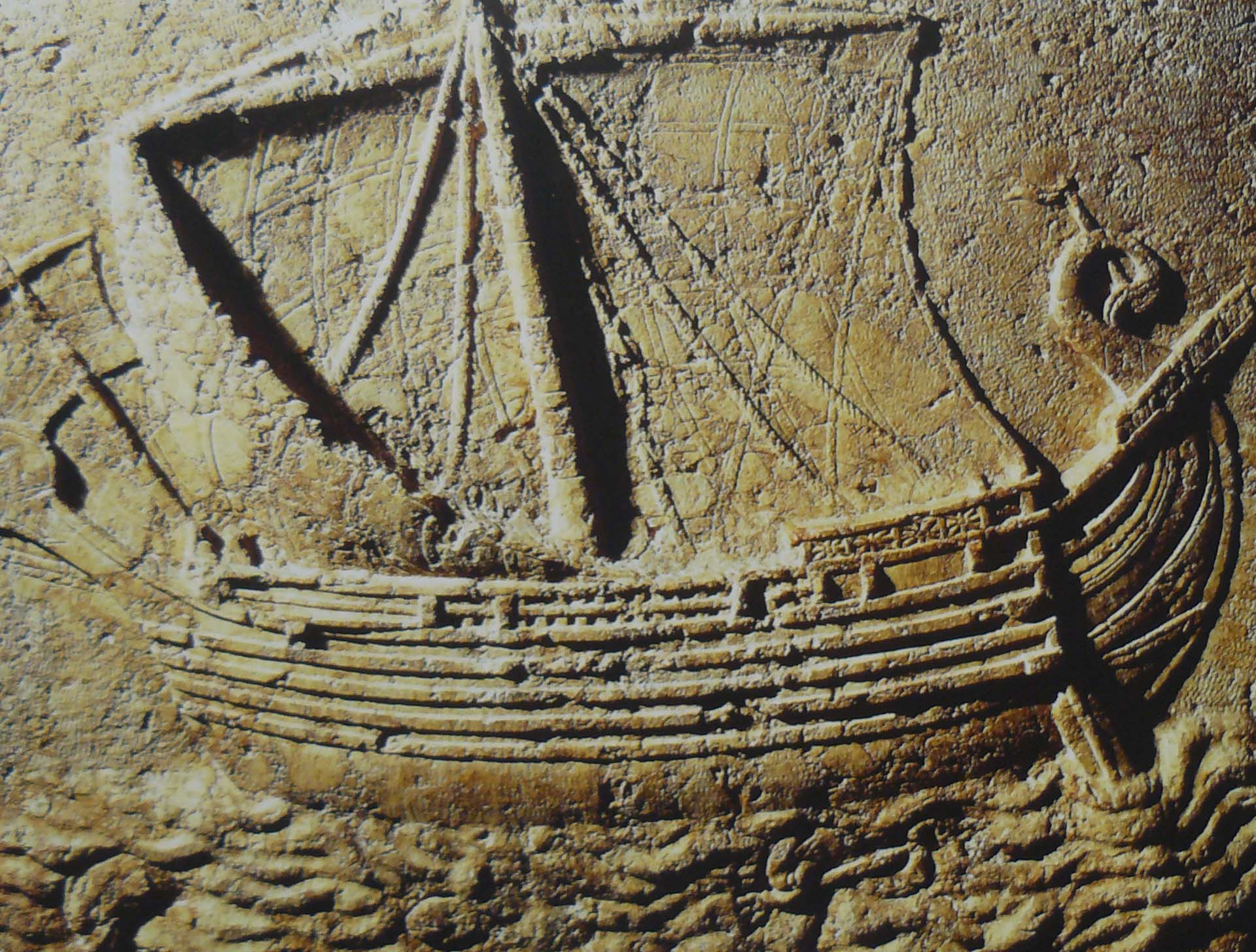
Föníciai hajó

Fönícia Egyiptom és Babilónia között, a Földközi-tenger keleti partján, a tenger és a Libanoni-hegység közötti keskeny sávon terült el. A két szomszédos állam között Föníciáé volt a kereskedelmi közvetítő szerepe. A legkorábbi időkben földművelőkként említették őket, majd bort és olívaolajat, valamint szárított halat szállítottak. A szomszédok fejlődése magával hozta az épületfa-kivitel megnövekedését is. Mivel Egyiptomnak és Babilóniának aranyra, ezüstre, rézre, ónra és rabszolgákra is szüksége volt, a föníciaiak kénytelenek voltak egyre távolabb hajózni a partoktól. Ehhez nagy evezős hajókat építettek, de ha a szél megfelelő volt, vitorlákat is használtak. Evezősöknek rabszolgákat használtak, akárcsak a kikötőkben, az erdőkben és a tengerentúli ércbányákban. Miután így maga Fönícia is rabszolgatartó állammá vált, neki is szüksége volt rabszolgákra, ezért a saját érdeke is azt kívánta, hogy minél messzebb hajózzanak, új országokat felfedezni. A kialakuló tengeri kereskedelemben így fontos szerephez jutottak a városállamok: Büblosz, Szidón, Türosz.

## Dél-Európa és Észak-Afrika felfedezése
Azt nem tudni, hogy Ciprus szigetét a föníciaiak vagy az egyiptomiak fedezték-e fel, de a föníciaiak már az i. e. 2. évezredben alapítottak ott néhány gyarmatot és támaszpontként használták a Földközi-tengernek (az ő nyelvükön A Naplemente Nagy Tengere) a felfedezéséhez. Legkésőbb az i. e. 2. évezred közepén érték el Krétát. A görög szigetvilágot Sziget-tengernek nevezték, és ezekről a szigetekről kiindulva érték el a Balkán-félsziget déli partjait, majd áthajóztak a Jón-tengert az Adriai-tengerrel (Felső-tenger) összekötő szoroson. Megkerülvén az Appennini-félsziget déli részét felfedezték Szicíliát és ott megalapítottak néhány várost. Szardínián is partra szálltak, és elérték a Baleár-szigeteket is. Valószínű, hogy már ekkor jártak Korzikán is, de csak később alapítottak karthágói gyarmatot ott, az i. e. 1. évezred közepén. Gyarmatosították Máltát is. Szicíliából indulva átkeltek a Földközi-tengeren és partra szálltak észak-Afrikában, ahol megalapították Karthágót, föníciaiul Újvárost (Kart-hadas).
Karthágótól tovább haladtak délkelet felé és megismerték az észak-afrikai öblöket, a Gabèsi és a Sidra-öblöt (Kis- és Nagy-Szirtisz), és néhány gyarmatot alapítottak. Nyugati irányban felfedezték az Atlasz-hegységet egészen a Gibraltári-szorosig, amit ők Melkart oszlopainak hívtak. Ebből az irányból fedezték fel a Pireneusi-félszigetet, és rögtön a parton megalapítottak Málaga (Malakka) városát. Átkeltek a Gibraltári-szoroson, és kijutottak az Atlanti-óceánra. A szoros nyugati bejáratánál megalapították az Erődöt, Gadirát (ma Cádiz), az afrikai parton pedig Tangert. Gadirától északnyugatra, nem messze a tengerparttól jelentős rézlelőhelyet találtak, Tharsist.
Hogy milyen messze jutottak el északra az óceánon hajózva, vitatott kérdés. Annyi bizonyos, hogy ezeknek az utaknak a célja, hogy a földközi-tengeri országokba ónt szállítsanak. Ahol ónt tudtak bányászni, azokat a helyeket Kasszitérosznak (Ón-szigetek) nevezték el. De sem azt nem tudni, hogy hol voltak ezek a szigetek, sem azt, hogy valóban szigetek voltak-e. Akik szerint valóban szigetek voltak, azok a Brit-szigetekkel azonosítják őket, mivel Anglia nyugati csücskében, Cornwallban voltak ókori ónbányák, amiket már a Római Birodalom idején is műveltek. A másik teória hívei szerint a Pireneusi-félszigeten, a Galíciai-hegységben is voltak ónbányák.
A föníciaiak behajóztak a legnagyobb folyó, a Tajo torkolatába, és valószínű, hogy megismerték a Vizcayai-öblöt egészen a Bretagne-i félszigetig. Római szerzők (idősebb Plinius és Avienus) szerint Himilko hajózott ide az i. e. 5. század közepén. Avienus szerint Himilko a Brit-szigeteket is elérte, bár ez kétséges, mert Avienus olyan régi karthágói iratokra hivatkozik, amik őelőtte 800 évvel keletkeztek, és amiket valószínűleg csak hallomásból ismert.

## Más népek szolgálatában
A föníciaiak más népek számára is készítettek hajókat, sőt maguk is elszegődtek ezekhez a népekhez. Az egyiptomiak megbízásából Punt országába, egy bibliai monda szerint Salamon megbízásából Ofir országába hajóztak. Ez utóbbi ország pontos helye ismeretlen. Szín-ahhé-eriba asszír király az i. e. 7. század elején megbízta őket, hogy építsenek neki hadihajókat a Perzsa-öbölben. Körülhajózták az Arab-félszigetet is még Szkülax expedíciója előtt.

## Afrika körülhajózása
A föníciaiak egyiptomi megbízásból hajózták körül egész Afrikát (az ókorban Líbiának nevezték) az i. e. 6. századig. A körülhajózás történetét Hérodotosz írja le. A történet annyira részletes volt, hogy maga Hérodotosz is kételkedett a hitelességükben:
„Líbiát nyilvánvalóan víz veszi körül, kivéve azt a részt, ahol Ázsiával érintkezik. Amennyire tudjuk, elsőnek Nechao egyiptomi király állította ezt...Tengerre küldte a föníciaiakat azzal a paranccsal, hogy kerüljék meg Héraklész oszlopait... A föníciaiak az Eritreai (Vörös)-tengerből indultak el, és áthajóztak a Déli-tengerbe. Az ősz beköszöntével kikötöttek, és Líbia valamely helyén partra szálltak, bevetették a földet, majd arattak; a gabona betakarítása után tovább hajóztak... a harmadik évben megkerülték Héraklész oszlopait és visszatértek Egyiptomba. Azt is mondják, amit én nem hiszek, másvalaki azonban elhiheti, hogy a körülhajózás alatt a föníciaiak jobb kéz felől látták a napot.”
Annak, hogy jobb kéz felől látták a napot, az volt az oka, hogy keletről nyugatra kerülték meg Afrikát, és az Egyenlítőn is áthaladtak. Ez utóbbi tényt Hérodotosz nem tudhatta. A hajózás 3 éves időtartama teljesen hihető, mivel Afrika partjainak a hosszúsága 30 000 km, főleg evezve – néha vitorlával – tették meg az utat, és időről-időre meg kellett állniuk, hogy gabonát vessenek és arassanak. Útjuknak legalább a felén felhasználhatták a tengeráramlatokat is.
A karthágói telepesek csak a fenti út után mintegy 100 évvel,  az i. e. 4. század végén vagy az 5. század első negyedében tettek kísérletet arra, hogy Melkart oszlopain túl délnyugatra induljanak. Ez a kísérlet főleg Hanno expedíciójával valósult meg, aki 60 ötvenevezős hajóval és 30 000 emberrel indult útnak. Afrika északnyugati partjai mentén haladt, és a legtávolabbi ponton, amit elért, megalapította Cerne városát, ami olyan messze volt délre Melkart oszlopaitól, mint amilyen messze Karthágó keleti irányban. Hanno ezután tovább hajózott, és elérte a trópusi Afrika partjait egészen Zöld-fokig. A feljegyzésekből egyes kutatók arra következtetnek, hogy elérhette Sierra Leonét vagy Kamerunt is.